# Raoul II de Fougères
Raoul II de Fougères (mort en 1194) est un baron de Fougères du XIIe siècle resté célèbre par son opposition au roi Henri II d'Angleterre.

## Origine
Raoul II de Fougères né vers 1128 est le 4e enfant mais l'aîné des deux fils de Henri de Fougères et d'Olive de Penthièvre (morte en 1175), devenue veuve en 1150 sa mère s'était remariée avec Guillaume de Saint-Jean, seigneur de Saint-Jean-le-Thomas.

## Liens familiaux
Raoul II dispose d’un réseau familial qui fait de lui l'un des grands seigneurs régionaux de son époque. Il est apparenté aux familles ducales de Bretagne et de Normandie. Par son père, il descend de Richard Ier de Normandie. Par sa mère, Olive, de la maison de Rennes qui contrôlait le nord de la Bretagne et d’importants fiefs anglais. Olive était en effet la fille d’Étienne Ier de Penthièvre, qui disposait des grands fiefs du Penthièvre et du Trégor. Les frères et sœurs d’Olive comptent parmi les plus importants personnages du duché de Bretagne : Geoffroy II Boterel domine tout le Penthièvre ; Alain le Noir, tient l'honneur anglais du comté de Richmond et épouse la duchesse Berthe de Bretagne ; Henri de Penthièvre est seigneur de Tréguier et Agnorie est mariée au puissant Olivier II de Dinan. Raoul II de Fougères est donc le cousin germain de Conan IV de Bretagne, fils d’Alain de Richmond, mais aussi du comte Alain Ier d'Avaugour, qui a reçu le Trégor et le Goëlo. Cette position permet donc à Raoul de jouer un rôle de premier plan dans les débuts du règne de Conan IV. Il aide le duc à lutter contre son beau-père et tuteur, Eudes de Porhoët, qui refusait de rendre à Conan son duché. En capturant Eudes, Raoul permit au jeune duc d’accéder au trône ducal en 1155. Raoul est nommé en récompense par son cousin « Grand forestier du comté de Rennes », ce qui lui permet d'administrer la vaste forêt de Rennes, limitrophe de celle de Fougères. L'union de Raoul II complète ce réseau d'alliance il épouse en effet selon Frédéric Morvan sa cousine, Jeanne de Dol. Du fait de cette alliance, en mourant son beau-frère Jean II de Dol-Combourg, le nomme tuteur de sa fille unique, Iseult de Dol. Raoul recevait donc la garde les châteaux de l’orpheline : Dol et de Combourg,,.

## Puissance territoriale
Raoul II avait hérité du château majeur de Fougères qui existait très certainement depuis la première moitié du XIe siècle. Il possédait en outre, comme autres châteaux secondaires, la motte féodale de Marcillé, citée pour la première fois vers 1204, mais aussi sans doute les châteaux d’Antrain et de Bazouges, le château de Landéan ou de La Forestie où Hugues de Lusignan signa un acte en 1183, et peut-être même la motte du Chastel à Chauvigné. Ces forteresses quadrillaient ainsi les terres bretonnes de Raoul de Fougères qui détenait de même d’autres terres en Normandie et en Angleterre. Ces dernières étaient des récompenses reçues pour la participation de Raoul Ier de Fougères aux expéditions militaires de Guillaume le Conquérant. En Normandie, ces terres se trouvaient autour de Saint-Hilaire-du-Harcouët, près du pays de Louvigné, soit à Savigny, aux Loges, à Moulines, à Virey, à Romagny et à Appenty. D'autres étaient situés dans la région de Mortain, à La Mancellerie, à Brecey et à Mesnilthoué. Au nord de Coutances, il possédait les terres de Egouvillet et de Creteville. Il en avait encore à Vattigny et à Verdun et enfin près du Mont Saint-Michel, à savoir les terres de Bouillon, de Moisdrey et du Courtils. Un acte de 1188 montre que le seigneur de Fougères, Raoul II, rendait hommage pour ses fiefs de Normandie à l’abbaye du Mont-Saint-Michel. Bien que ces domaines semblent assez dispersés, il n’en reste pas moins que les plus importants se situaient dans le nord-est de l’évêché de Rennes et au sud des évêchés d’Avranches et de Coutances et formaient une entité territoriale, à cheval entre la Bretagne et la Normandie. Ces multiples domaines permettaient aux seigneurs de Fougères de contrôler, par les liens de vassalité, rien que dans leur fief de Fougères, un réseau de 45 manoirs à mottes, soit autant de chevaliers. Pour Michel Brand’honneur, le seigneur de Fougères disposait alors, vers le milieu du XIIe siècle, du plus important réseau de sites fortifiés de la région après celui du comte de Rennes et duc de Bretagne.
En Angleterre, l’essentiel des domaines de Raoul se trouvait dans le Devon et en Cornouailles mais il possédait aussi les terres de Bellingtone dans le Somerset, de Winchester dans le Hampshire, de Kingstown dans le Surrey, de Plymouth dans le Devonshire, de Thetford dans le Norfolk. Comme pour d’autres grands seigneurs d’Angleterre, ces terres étaient dispersées dans tout le royaume. Guillaume le Conquérant et ses successeurs immédiats s'étaient refusé de créer des entités territoriales trop puissantes et trop dangereuses comme celles qui s’étaient constituées dans le royaume de France. De plus, Raoul II avait reçu de sa mère, Olive, le manoir de Berrington, dans l’honneur de Richmond, au nord de l’Angleterre.

## Conflit avecHenriII
La tutelle d'Iseult de Dol et la garde des châteaux de Dol et Combourg sont à l'origine d’importantes difficultés pour Raoul II. Le roi d’Angleterre, Henri II Plantagenêt, duc de Normandie, comte d’Anjou et du Maine s’oppose immédiatement à cet accroissement important de son pouvoir. Henri II domine à cette époque la Bretagne en ayant obtenu du duc Conan IV de Bretagne sa renonciation au trône et gouvernait au nom de la jeune fille unique de Conan IV, Constance de Bretagne, fiancée à son fils cadet Geoffroy Plantagenêt. Le roi d’Angleterre ne pouvait accepter l’accroissement de pouvoir du seigneur de Fougères, qui, aurait, réuni sous son autorité trois châteaux majeurs : Dol, Combourg et Fougères plus une vingtaine de fiefs de chevalerie et plus de soixante châteaux à motte. Henri II prit les devants. Dès la mort de Jean de Dol en 1162, il fait saisir par ses agents le château de Dol. Raoul II ne réagit pas, se contentant, semble-t-il d’admettre la loi du plus fort. Henri II, en profite pour envoyer son connétable de Normandie, Robert du Hommet, prendre possession du château de Combourg. Il semble, pour ménager la susceptibilité du seigneur de Fougères, choisir comme gardien du château de Dol le cousin germain de Raoul, Étienne, fils du comte Geoffroy II Boterel et désigne comme gardien de celui Combourg, Raoul du Hommet, le beau-père de Guillaume de Fougères, fils aîné et héritier de Raoul II. Afin d'empêcher Henri II et ses agents d’aller plus loin et de protéger ses biens, Raoul II prend la Croix en 1163 ; les biens d'un croisé devenant inviolables pendant toute la durée du pèlerinage. À son retour, en 1166, Raoul II tente une négociation avec le roi d’Angleterre et réside à cette époque dans l'un des châteaux anglais de Conan IV. Toutefois, cette tentative demeure vaine.
L'opposition de Raoul II à Henri II Plantagenêt n'est pas sans conséquence puisqu'elle contribue à un affaiblissement de sa position dans le Vendelais. En effet, le roi anglais a vraisemblablement favorisé Robert III de Vitré dont la seigneurie connaît alors un essor spectaculaire. Ainsi, il est remarquable de noter que des vassaux, pourtant fidèles à Raoul dans les années 1150, ont juré fidélité au seigneur de Vitré dès le début des années 1160. Combourtillé et Javené, bien qu'à proximité immédiate de Fougères même, passent alors sous influence de Robert le Jeune, avant que les chevaliers de Luitré ne changent également leur fidélité au profit d'André II de Vitré dans la décennie suivante.

## Révoltes contreHenriIId'Angleterre
Raoul II décide alors de demander l'appui du rival du Plantagenêt, le roi de France. Il entre conflit avec Henri II, organise la révolte et met en défense son château de Fougères. Malgré ses efforts et vraisemblablement abandonné par le roi de France qui n’intervint pas, Raoul II est vaincu par les forces d’Henri II. Son château de Fougères est détruit et il doit se soumettre le 14 juillet 1166 pour conserver ses autres biens et renoncer à la garde de sa nièce, Iseult de Dol, qui épouse alors Harsculf de Subligny, un fidèle du roi d’Angleterre. En compensation, Raoul obtient de récupérer, en 1167, son domaine anglais de Twyfort.
Néanmoins, la rancœur de Raoul II envers Henri II reste vivace car il participe activement au grand soulèvement de 1173 mené par le propre fils du roi, Richard Cœur de Lion alors duc d’Aquitaine et ses frères. Ce dernier avait constitué contre son père une coalition de grands seigneurs mécontents de la politique du roi d’Angleterre. Si la première armée envoyée par le roi d’Angleterre est mise en déroute dans la région de Fougères, entre Fougères et Saint-James-de-Beuvron, la seconde chevauchée du Plantagenêt est plus efficace. Composée des fameux routiers d’Henri II, elle oblige, le 20 août 1173, Raoul II et 82 autres seigneurs et chevaliers bretons à s’enfermer dans la tour de Dol. Leur reddition, est inévitable et le seigneur de Fougères fait prisonnier. Son château, en cours de reconstruction est pris et rasé à nouveau. Le sanction infligée à Raoul II, sans doute du fait de ses origines familiales est assez légère. Pour prix de sa libération, le roi d’Angleterre exige seulement qu'il lui livre comme otages ses deux fils aînés et en 1175, Raoul récupère alors son fief de Fougères.

## Fidèle deGeoffroyIIde Bretagne
De 1175 à 1181, Henri II n'intervient plus directement en Bretagne, il laisse le soin à son fils Geoffroy II de Bretagne, devenu majeur, de prendre en mains le gouvernement du duché de son épouse. Geoffroy II n'hésite pas à s'appuyer sur des grands seigneurs bretons anciens adversaires de son père comme Rolland de Dinan. Devenu officiellement duc lors de son mariage en 1181, il s’attache Raoul II de Fougères en lui confiant la haute charge du duché, de sénéchal de Bretagne en 1184. Le seigneur de Fougères devient alors l'un des principaux soutiens de Geoffroy II Plantagenêt. Le décès accidentel de ce dernier n'interrompt pas son activité en 1187 il est encore sénéchal de Bretagne et dès 1189 il soutient les prétentions du fils posthume de Geoffroy, Arthur de Bretagne, contre Richard Cœur de Lion, devenu roi d’Angleterre. Raoul II avait reconstitué sa puissance car il fait réédifier son château de Fougères en le dotant d'un puissant donjon de pierre.

## Dernières années
Malgré la fonction prestigieuse qu'il occupe à la fin de sa vie, Raoul II ne sort pas indemne de sa participation aux grandes révoltes contre Henri II. Il perd à partir de 1166 son influence sur le Vendelais, région située au sud de Fougères, au profit du seigneur de Vitré André II, beaucoup plus conciliant vis-à-vis du roi d’Angleterre et qui fait construire le château de Châtillon-en-Vendelais. Plusieurs vassaux de Raoul II comme les Combourtillé, font hommage aux seigneurs de Vitré. Grâce à Henri II qui leur concède des fractions du domaine ducal dans le comté de Rennes, les seigneurs de Vitré deviennent plus puissants que les seigneurs de Fougères et le nombre de sites fortifiés qu'ils contrôlent passe de 24 à 55, faisant d’eux les plus importants seigneurs du comté de Rennes, juste après le duc de Bretagne. Après être retourné en Terre Sainte pour participer à la troisième croisade avec Raoul d'Aubigné frère cadet du seigneur d'Aubigné, Raoul II meurt le 16 mai 1194, à l’abbaye de Savigny qu'il avait comblé de bienfaits et où il avait pris l’habit monastique.

## Union postérité et succession
De l'union de Raoul II avec Jeanne de Dol, est issue une large postérité :
- Geoffroy ;
- Juhel miles ;
- Guillaume de Fougères (mort en 1187) épouse Agathe du Hommet ;
- Henri dom ;
- Marguerite (morte en 1209) épouse en premières noces de Guillaume Bertran, et en secondes noces (1189), de Galéran V de Meulan ;
- Mabille épouse Alain IV de Rohan.

Son fils et héritier Guillaume étant prédécédé en 1187, c'est son petit-fils Geoffroy de Fougères qui lui succède.

## Sources
- Arthur Le Moyne de La Borderie, Histoire de Bretagne, t. 3 : 995-1364, Rennes / Paris, J. Plihon et L. Hommay / Alphonse Picard, 1906 (lire en ligne). Réédition : Mayenne, Joseph Floch, 1975 p. 271-272, 277-278, 280, 282, 284, 317, 320, 339, notes p. 350 et 366.
- Michel Brand'Honneur, 'Manoirs et châteaux dans le comté de Rennes (XIe – XIIe siècles), PUR Rennes, 2002 (ISBN 2 86847 5612).
- Frédéric Morvan, Les Chevaliers bretons. Entre Plantagenets et Capétiens du milieu XIIe siècle au milieu XIIIe siècle, Spézet, éditions Coop Breizh, 2014 (ISBN 9782843466700).
- André Chédeville et Noël-Yves Tonnerre, La Bretagne féodale XIe – XIIIe siècle, Ouest-France Université Rennes, 1987 (ISBN 9782737300141).